# Chintagottine
Chintagottine (Katagottine) /Chintagottine =people of the woods, / jedna od skupina Kawchodinne ili Indijanaca Zečje-Krzno koji su živjeli na rijeci Mackenzie u Sjeverozapadnom teritoriju u Kanadi i između rijeke i Velikog medvjeđeg jezera. Petitot njihovo ime često koristi kao sinonim za Kawchodinne.